# She-Ra
She-Ra är en fiktiv rollfigur och hjältinnan i TV-serien She-Ra: Princess of Power. Hon är Adoras alter ego och tvillingsyster till He-Man. She-Ra och hennes vänner försvarar planeten Etheria från den onde diktatorn Hordak.

## Bakgrund
She-Ra var tänkt att riktas till unga flickor, som He-Man var riktad till unga pojkar.
 Filmations manusförfattare Larry DiTillio namngav figuren åt Mattel och skapade en bakgrundshistoria.
She-Ra presenterades i den tecknade långfilmen The Secret of the Sword (1985) som kapten Adora, en agent åt den onda organisationen The Horde, som regerade planeten Etheria. Hon får reda på att hon är den länge förlorade tvillingsystern till prins Adam av Eternia och blev kidnappad av Hordes ledare, Hordak, som spädbarn. Hon tilldelas ett svärd som ger henne kraften att förvandlas till She-Ra, när hon säger de rätta orden.
She-Ra är även huvudpersonen i 2018 års reboot She-Ra och prinsessrebellerna.